# شونا ليني
شونا ليني (بالإنجليزية: Shawna Leneé)‏ ولدت في 12 أبريل 1987، هي ممثلة إباحية أمريكية، راقصة وعارضة أزياء متعرية.

## النشأة
أصبحت ليني أما في سن السابعة عشر؛ وقد عملت في بادئ الأمر كعارضة أزياء ومن ثم ممثلة ثم راقصة متعرية قبل أن تظهر في أول فيلم إباحي لها.

## المسيرة المهنية
دخلت ليني عالم صناعة أفلام الكبار في عمر الثامنة عشر حيث كانت لا تزال تدرس في المدرسة الثانوية. زادت شهرة ليني بعدما شاركت في فيلم إباحي تم تصويره في بالم سبرينغز وشاهده الكثير من الشباب والمراهقين.
في وقت مبكر من حياتها المهنية، عملت ليني باسم فني وهو «كارا ماينور» أو «كارا العارية»، لكن هاذين الاسمين لم يلقيا إعجابها فقررت تغييرهما فطلب مشورة صديقات لها كما استشارت وكلائها وفي النهاية قررت الاستقرار على اسم شونا ليني بعدما نصحها أحد العاملين معها أن اسم «كارا العارية» يُوحي لشيء غير أخلاقي ولا يُمثل هذه المهنة بالذات. هذا وتجدر الإشارة إلى أن شونا هو اسمها الحقيقي الأول أما ليني فهو ربط بين كلمتي لي (التي هي نسبها) وني المتضمة في الاسم الأول شونا.
ظهرت ليني على غلاف مجلة بينتوز في تموز/يوليو 2008 كما ظهرت على أغلفة عدة مجلات إباحية أخرى خاصة بالشباب والمراهقين. في عام 2009، تم تكريم ليني في حفل بسبب إسهاماتها الكبيرة في تطوير مجال الإباحة المقننة، وكانت ليني ذاتها قد أثارت ضجة في الولايات المتحدة بعدما نقلت عنها جريدة نيويورك بوست معارضتها لحاكم ولاية نيويورك السيناتور ديفيد باترسون الذي اقترح فرض ضريبة المبيعات على جميع المشتريات الرقمية.
اعتزلت ليني مؤقتا عالم الإباحية عام 2010؛ لكنها سرعان ما عادت في 2014 بعدما وقعت على عقد قصير الأمد مدته ستة أشهر عقد مع الشركة ذائعة الصيت برازرز. وأثناء عملها كممثلة إباحية درست ليني في كلية صغيرة مجال الأعمال والإدارة كما ساهمت في تأسيس عدة شركات تخصصت في بيع الكروشيه ومختلف أنماط المجوهرات، ثم بدأت العمل رسميا في شركة غير معروفة في تموز/يوليو 2014.

## الحياة الشخصية
تعتبر ليني نفسها ملحدة وإنسانية.

## الجوائز
- 2010: جائزة آي في إن عن فئة أفضل نجمة إباحية في السنة[9]
- 2009: جائزة بنتهاوس كأفضل نجمة إباحية في السنة أيضا.

## روابط خارجية
- شونا ليني على موقع IMDb (الإنجليزية)
- شونا ليني على موقع قاعدة بيانات الفيلم (الإنجليزية)
- شونا ليني على موقع كينوبويسك (الروسية)